# Medal Milicji
Medal Milicji (niem.: Milizmedaille) – austriackie odznaczenie wojskowe nadawane od 2006.

## Historia
Jednostopniowe odznaczenie Medal Milicji zostało ustanowione ustawą o zmianie prawa wojskowego (Wehrrechtsänderungsgesetz 2006 - WRÄG 2006) z 24 lipca 2006, zmieniającą m.in. obowiązującą ustawę o odznaczeniach wojskowych z 2002 (Militärauszeichnungsgesetz 2002 – MAG 2002). Do otrzymania medalu są uprawnione osoby, które nie będąc członkami austriackich sił zbrojnych, pełnili funkcje w organizacji operacyjnej tych sił, przy zakończeniu pełnienia tych funkcji, w uznaniu ich wykonanej pracy lub za udokumentowany udział w działaniach ochotniczej milicji trwający dłużej niż 30 dni. Wzór odznaczenia i sposób noszenia zostały ustanowione rozporządzeniem ministra obrony opublikowanym 6 września 2006. Opis odznaczenia znajduje się za załączniku 6 do tego rozporządzenia.
Medal można nadać tylko jednokrotnie.

## Insygnia
Oznaką odznaczenia jest brązowy medal o średnicy 40 mm. Na awersie znajduje się napis „DER MILLIZ” („Milicja”). Poniżej znajduje się znak Austrii w formie używanej na pojazdach i samolotach wojskowych (trójkąt wpisany w okrąg) otoczony liśćmi dębu. Na rewersie znajduje się orzeł – godło Austrii (Bundesadler) i napis „BUNDESMINISTERIUM FÜR LANDESVERTEIDIGUNG” („Federalne Ministerstwo Obrony Narodowej”). Medal jest zawieszony na wstążce o szerokości 45 mm złożonej w trójkąt. Jest ona w kolorze ciemnozielonym z wąskimi białymi paskami o szerokości 2 mm przy krawędziach.
Odznaczenie to nosi się po Medalu Służby Wojskowej i zajmuje ostatnie miejsce wśród odznaczeń wojskowych nadawanych przez ministra obrony narodowej.